# Geleitzug MKS 28
Der Geleitzug MKS 28 war ein alliierter Geleitzug der MKS-Geleitzugserie zwischen dem Vereinigten Königreich und dem Mittelmeerraum im Zweiten Weltkrieg. Er fuhr am 14. Oktober 1943 im ägyptischen Alexandria ab und traf am 23. Oktober in Gibraltar ein. Die Alliierten verloren durch deutsche Flugzeuge zwei Frachtschiffe mit 8.371 BRT.

## Zusammensetzung und Sicherung

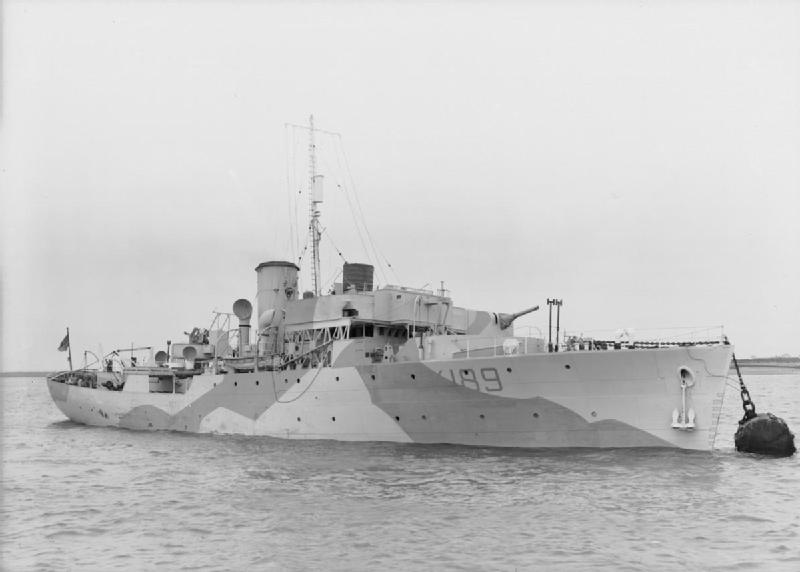
Die Korvetten Bergamot...

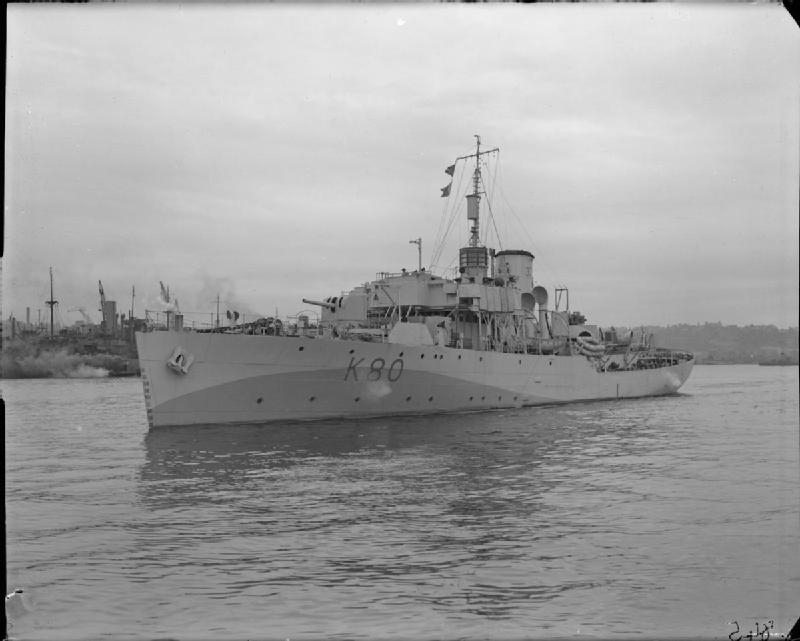
...Bluebell...

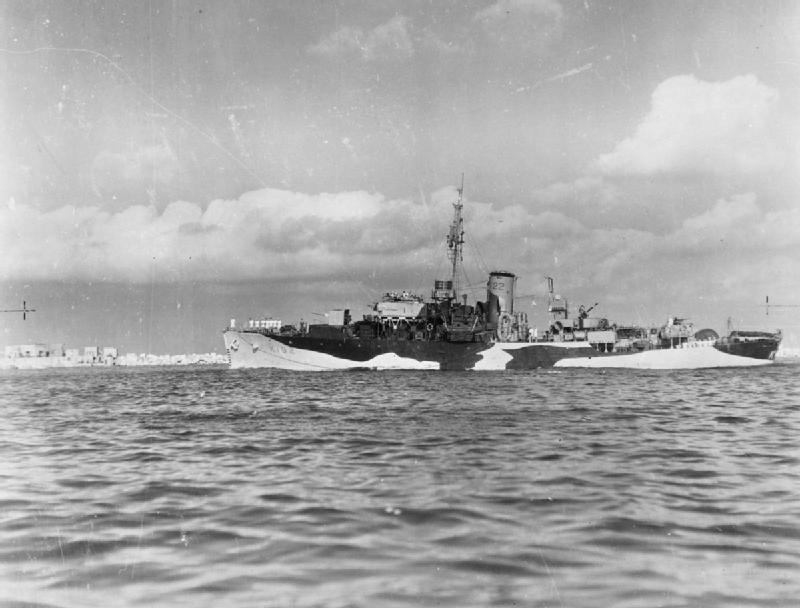
...und Bryony sicherten den Geleitzug

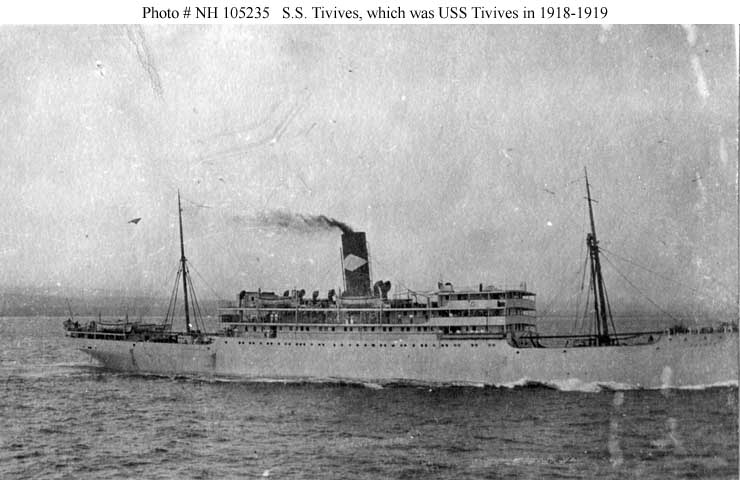
Frachtschiff Tivives

Der Geleitzug MKS 28 setzte sich aus 42 Frachtschiffen zusammen. Am 14. Oktober 1943 verließen sie Alexandria (Lage) in Richtung Gibraltar (Lage). Beim Auslaufen sicherten die britischen Korvetten Bergamot, Bluebell, Bryony und La Malouine den Geleitzug. Ab 20. Oktober kam noch die britische Korvette Barle dazu und ersetzte die Bergamot, die ab 21. Oktober andere Aufgaben übernahm.
| Name                | Flagge                 | Vermessung in BRT | Verbleib                               |
| ------------------- | ---------------------- | ----------------- | -------------------------------------- |
| Afghanistan         | Vereinigtes Königreich | 6.992             |                                        |
| Anticline           | Vereinigte Staaten     | 2.670             |                                        |
| Arthur Dobbs        | Vereinigte Staaten     | 7.176             |                                        |
| Ary Lensen          | Vereinigtes Königreich | 3.214             |                                        |
| Baltyk              | Polen                  | 7.001             |                                        |
| Baron Scott         | Vereinigtes Königreich | 4.574             |                                        |
| Belnor              | Norwegen               | 2.871             |                                        |
| British Diligence   | Vereinigtes Königreich | 8.408             |                                        |
| British Vigour      | Vereinigtes Königreich | 8.408             |                                        |
| Chloris             | Vereinigtes Königreich | 1.180             |                                        |
| Clan Macbrayne      | Vereinigtes Königreich | 4.818             |                                        |
| David L Swain       | Vereinigte Staaten     | 7.177             |                                        |
| Dean Emery          | Panama                 | 6.664             |                                        |
| Elisabeth Dal       | Vereinigtes Königreich | 4.258             |                                        |
| Empire Garrick      | Vereinigtes Königreich | 8.128             |                                        |
| Empire Sapphire     | Vereinigtes Königreich | 8.028             |                                        |
| Empire Scout        | Vereinigtes Königreich | 2.229             |                                        |
| Erinna              | Niederlande            | 6.233             |                                        |
| Esso Charleston     | Vereinigte Staaten     | 7.949             |                                        |
| Fort Frobisher      | Vereinigtes Königreich | 7.134             |                                        |
| Fort Grahame        | Vereinigtes Königreich | 7.133             |                                        |
| Fort Mingan         | Vereinigtes Königreich | 7.130             |                                        |
| Gleniffer           | Vereinigtes Königreich | 9.559             |                                        |
| Govert Flinck       | Niederlande            | 7.178             |                                        |
| Harmattan           | Vereinigtes Königreich | 4.558             |                                        |
| John P Mitchell     | Vereinigte Staaten     | 7.176             |                                        |
| Lars Kruse          | Vereinigtes Königreich | 1.807             |                                        |
| Macoma              | Niederlande            | 8.069             |                                        |
| Manchester Commerce | Vereinigtes Königreich | 5.343             |                                        |
| Ocean Glory         | Vereinigtes Königreich | 7.178             |                                        |
| Ocean Vulcan        | Vereinigtes Königreich | 7.174             |                                        |
| P.L.M. 17           | Vereinigtes Königreich | 4.008             |                                        |
| Ronan               | Vereinigtes Königreich | 1.489             |                                        |
| Salawati            | Niederlande            | 6.643             |                                        |
| Saltwick            | Vereinigtes Königreich | 3.775             | am 21. Oktober von Flugzeugen versenkt |
| Schiaffino          | Frankreich             | 3.236             |                                        |
| Sirehei             | Norwegen               | 3.888             |                                        |
| Tactician           | Vereinigtes Königreich | 5.996             |                                        |
| Temple Yard         | Vereinigtes Königreich | 5.205             |                                        |
| Tivives             | Vereinigte Staaten     | 4.596             | am 21. Oktober von Flugzeugen versenkt |
| William Wilkins     | Vereinigte Staaten     | 7.272             |                                        |

## Verlauf
Der Geleitzug wurde am 21. Oktober 1943 von Torpedobombern der 3. Staffel des Kampfgeschwaders 26 angegriffen. Zu dieser Zeit befand er sich, westwärts fahrend, vor der algerischen Küste auf Höhe von Cap Tenes. Die 3./KG 26 startete in Südfrankreich, in Salon-de-Provence (Lage)  und hatte mit ihren zweimotorigen Heinkel He 111H-11 LT Torpedobombern eine Anflugstrecke von rund 800 Kilometern zurückzulegen.
Die Flugzeuge trafen mit ihren Torpedos den britischen Frachter Saltwick und den US-Frachter Tivives. Die Saltwick sank sehr langsam, sodass alle Besatzungsmitglieder von anderen Schiffen aufgenommen werden konnten. Die Tivives wurde schwer getroffen und sank schnell. Je ein Mitglied der 48-köpfigen zivilen Besatzung und der 25-köpfigen Marinewache kam dabei ums Leben. Die Überlebenden wurden von der Korvette HMS La Malouine gerettet. Auf deutscher Seite stürzte die He 111H-11 (Geschwaderkennung 1H+TL) des Staffelkapitäns der 3. Staffel  nach Treffern von Flakgeschützen ins Meer. Hauptmann Walter Hildebrand und seine Besatzung blieben vermisst. Hildebrand erhielt am 6. April 1944 posthum das Ritterkreuz des Eisernen Kreuzes.
Am 23. Oktober erreichte der Geleitzug Gibraltar. Insgesamt wurden zwei Schiffe mit 8371 BRT versenkt.